# Clypeasterina
Clypeasterina é uma subordem de ouriços-do-mar da ordem Clypeasteroida, que conté apenas uma família extante, a família Clypeasteridae.  

## Taxonomia
A base de dados taxonómicos WRMS lista as seguintes famílias e géneros:
- Família Clypeasteridae L. Agassiz, 1835
  - Subfamília Ammotrophinae (Durham, 1955)
    - Género Ammotrophus (H.L. Clark, 1928)
    - Género Monostychia (Laube, 1869) †

  - Subfamília Arachnoidinae (Duncan, 1889)
    - Género Arachnoides (Leske, 1778)
    - Género Fellaster (Durham, 1955)
    - Género Clypeaster (Lamarck, 1801)

  - Subfamília Clypeasterinae (L. Agassiz, 1835)
- Família fóssil Fossulasteridae Philip & Foster, 1971 †
- Família fóssil Scutellinoididae Irwin, 1995 †

## Galeria

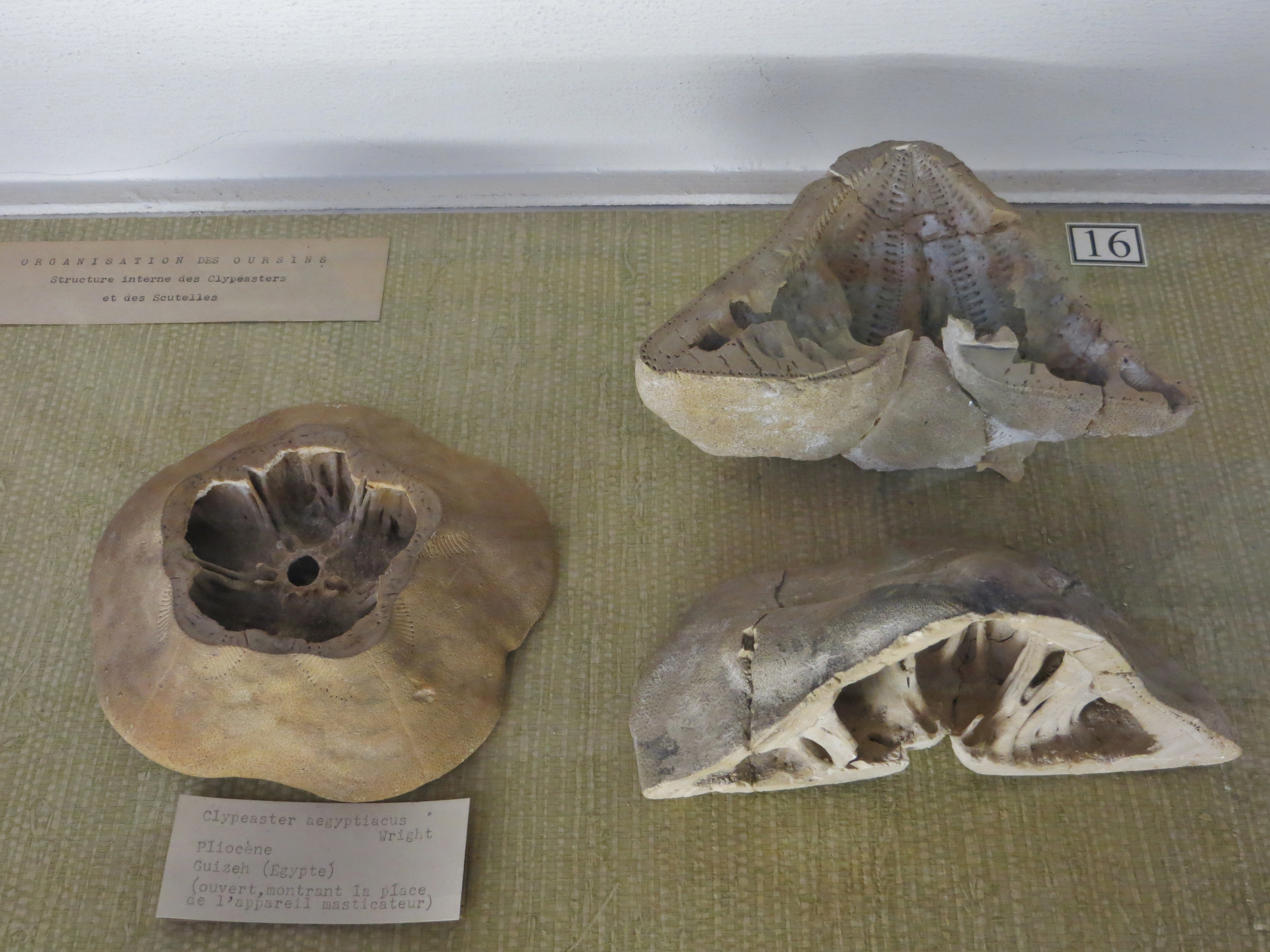
Diferentes cortes através de um exemplar de Clypeaster aegypticus, mostrando as estruturas que asseguram a solidez da testa.
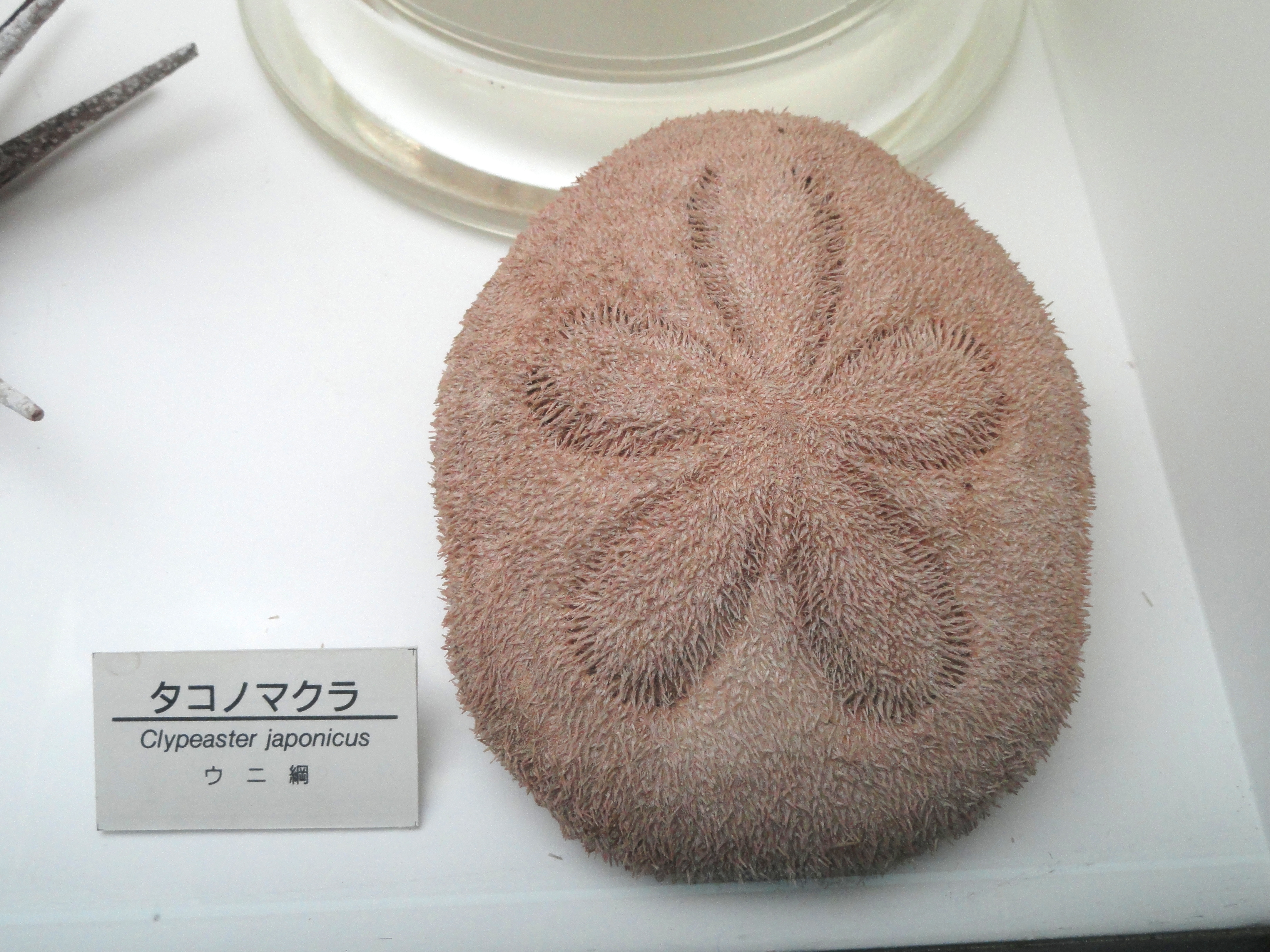
Testa de Clypeaster japonicus
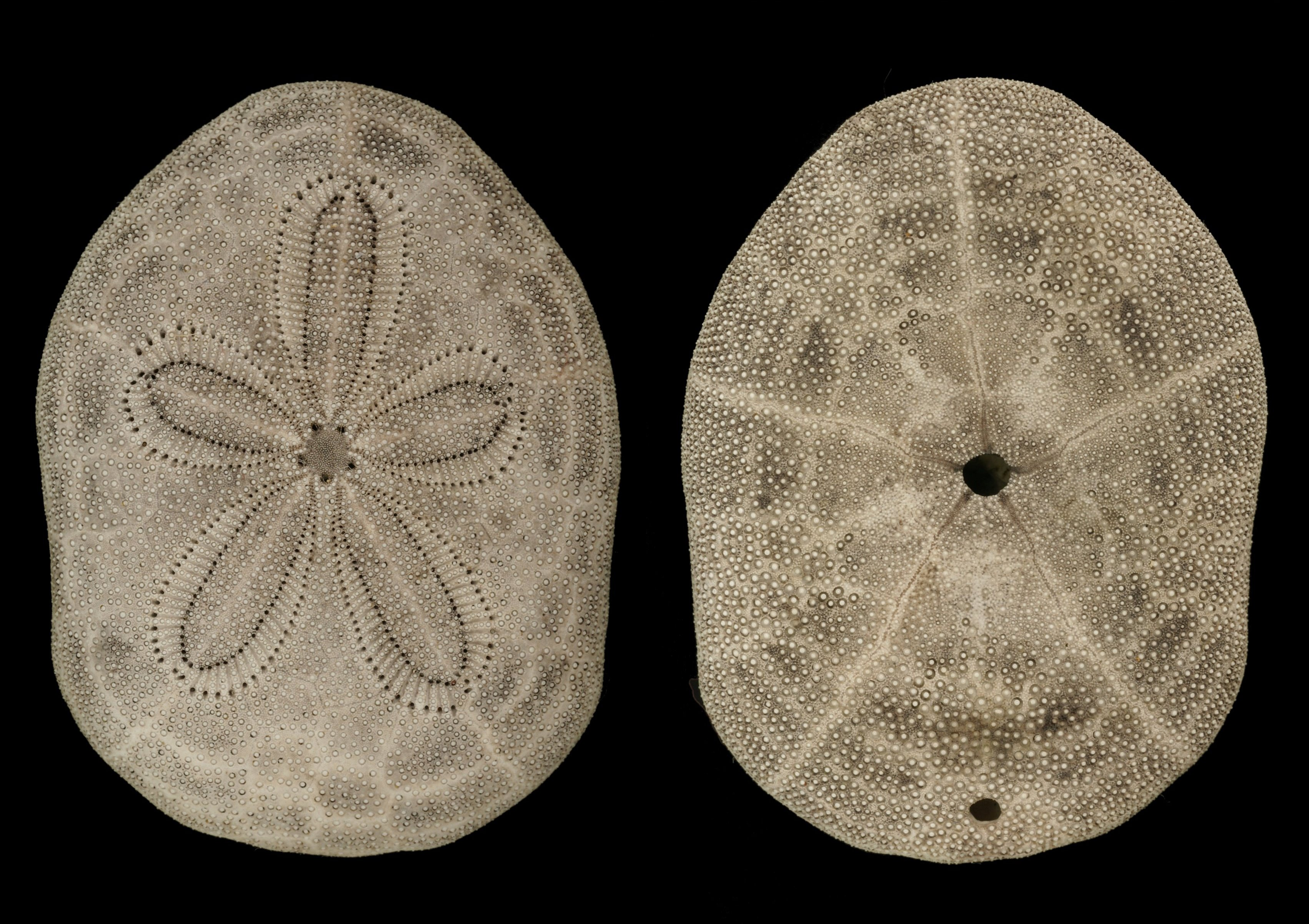
Testa de Clypeaster reticulatus (duas faces)
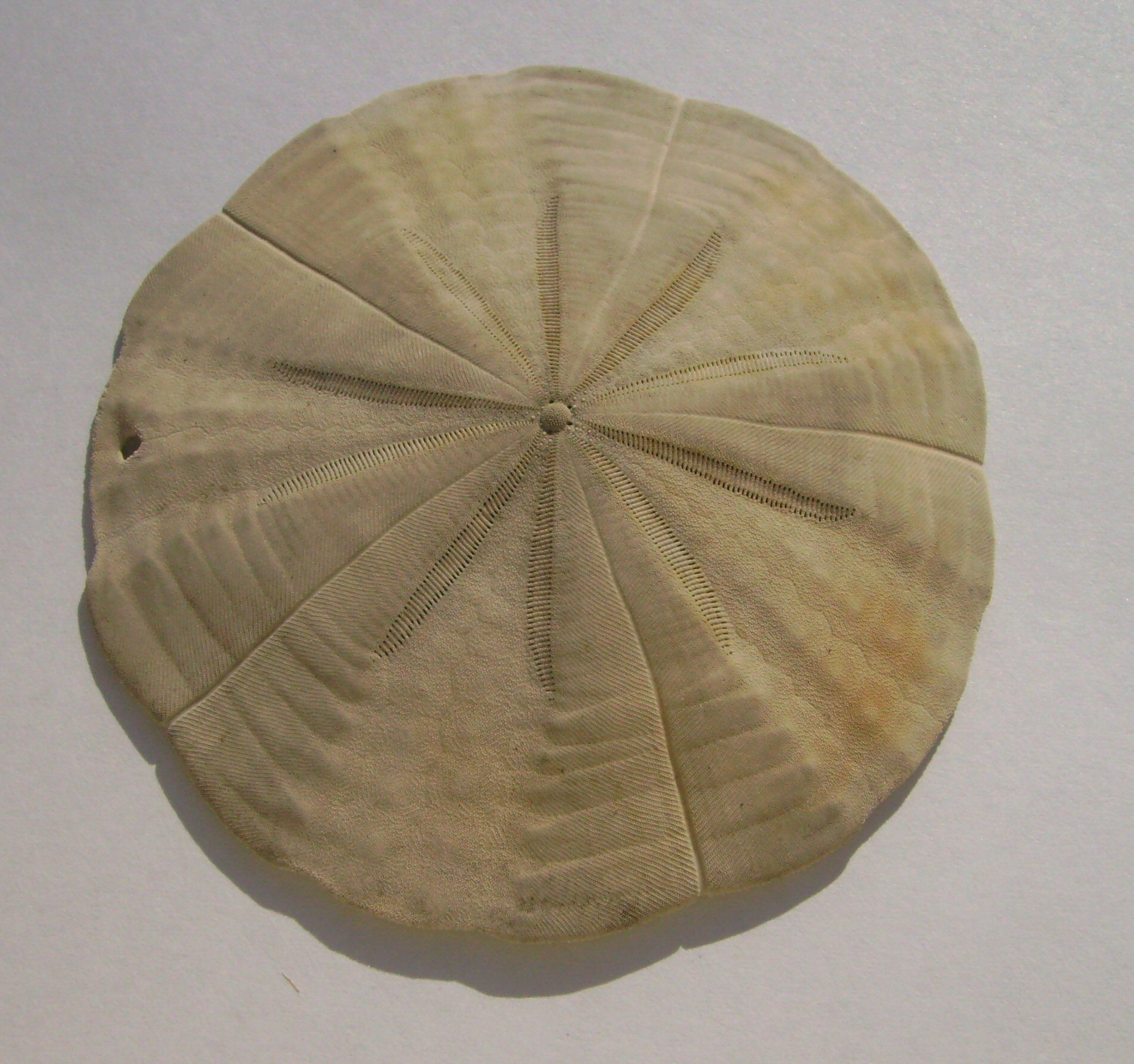
Testa de Arachnoides zelandiae